# District de Kasur
Pour les articles homonymes, voir Kasur (homonymie).
Le district de Kasur (en ourdou : ضِلع قصُور) est une subdivision administrative de l'est de la province du Pendjab au Pakistan. Constitué autour de sa capitale, Kasur, qui est par ailleurs l'une des plus importantes villes de la province, le district est entouré par Lahore au nord, l'Inde à l'est, le district d'Okara au sud, et enfin par le district de Nankana Sahib à l'ouest. Il a été créé le 1er juillet 1976 en divisant le district de Lahore.
Le district est	situé dans la partie nord de la province du Pendjab, plutôt urbanisé et industriel. Sa population de plus de trois millions d'habitants parle très majoritairement le pendjabi, et vit notamment de l'agriculture, de l'industrie et du tourisme. C'est un fief politique de la Ligue musulmane du Pakistan (N).

## Histoire
La région du district de Kasur était à l'époque de la civilisation de la vallée de l'Indus une région agricole et forestière. La région a ensuite été sous domination achéménide, Maurya, du Royaume indo-grec, de l'Empire kouchan, de l'Empire Gupta, des Shvetahûnas et des Shahiyas du IVe siècle av. J.-C. au XIe siècle.
La région a par la suite été dominé par les Ghaznévides, le Sultanat de Delhi, l'Empire moghol, l'Empire sikh puis enfin le Raj britannique. Lors de la décolonisation, puis de la partition des Indes et donc de la création du Pakistan, la région intègre le Pakistan alors que des minorités hindoues et sikhes quittent la région pour l'Inde et que des musulmans vivant de l'autre côté de la frontière font le trajet inverse.

## Géographie et climat
Le district connait un climat de mousson : chaud et humide, le mois de juin étant le plus chaud et les mois de juillet et août les plus humides.

## Économie

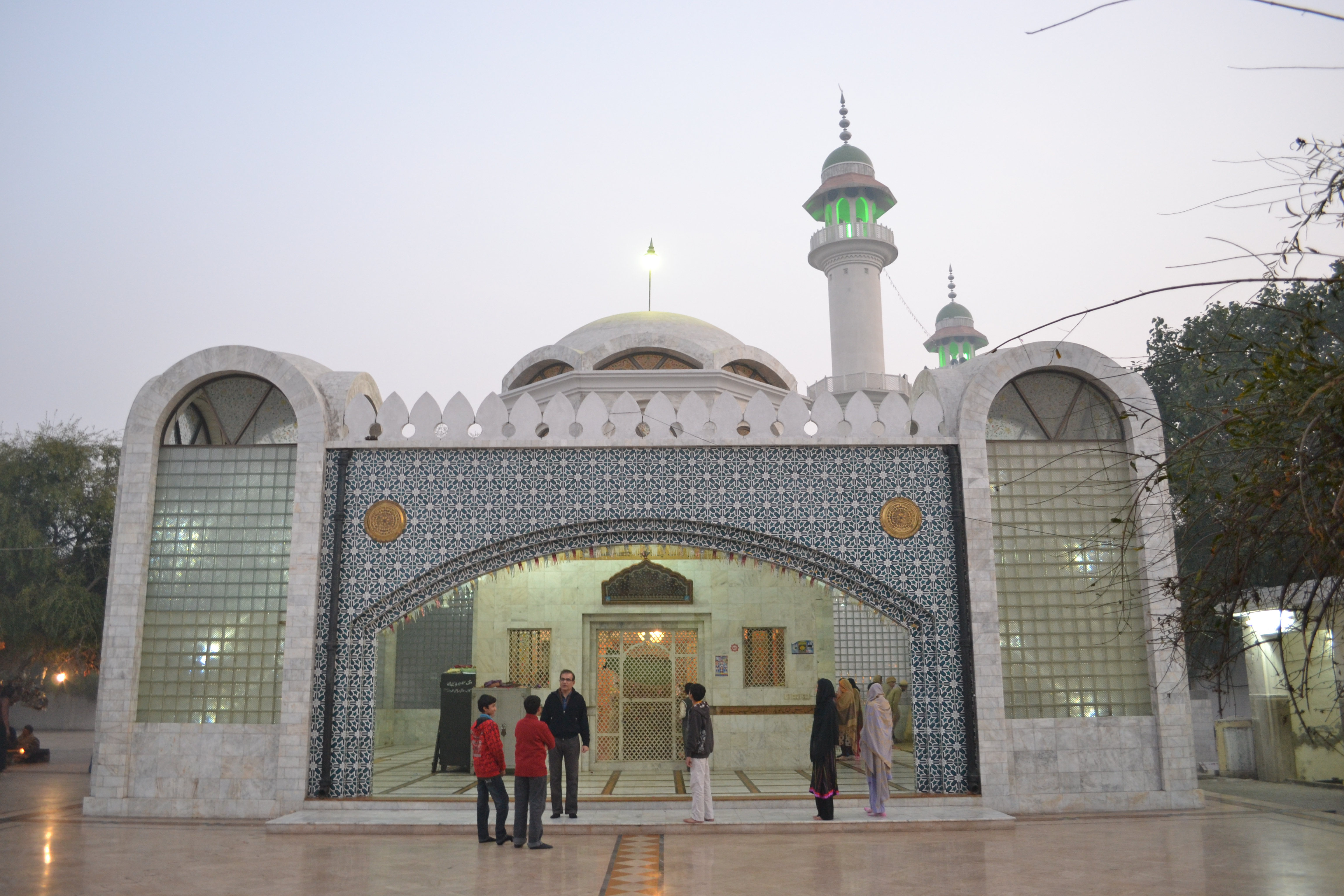
Le mausolée de Bulleh Shah.

Le district vit en grande partie de l'agriculture, ayant hérité de l'époque britannique d'un important réseau d'irrigation, et cultive principalement du riz, du blé, du maïs, du coton et de la canne à sucre, ainsi que des tournesols, des fruits et légumes. Plusieurs industries sont liées à ces cultures, comme la fabrique d'huile et de textile.
Le district joui d'une certaine attraction touristique, principalement d'origine nationale, notamment du fait de la présence du mausolée de Bulleh Shah qui est un lieu de pèlerinage.

## Démographie
Lors du recensement de 1998, la population du district a été évaluée à 2 375 875 personnes, dont environ 24 % d'urbains. Le taux d'alphabétisation était de 36 % environ, dont 48 pour les hommes et 23 pour les femmes.
Le recensement suivant mené en 2017 pointe une population de 3 454 996 habitants, soit une croissance annuelle de 2,03 %, légèrement inférieure aux moyennes provinciale et nationale de 2,13 % et 2,4 % respectivement. Le taux d'urbanisation augmente peu, à 26 %.
La langue la plus parlée du district est le pendjabi. Le district compte quelques minorités religieuses, soit 3 % d'hindous, 1,9 % de chrétiens et 0,4 % de sikhs en 1998.

## Administration

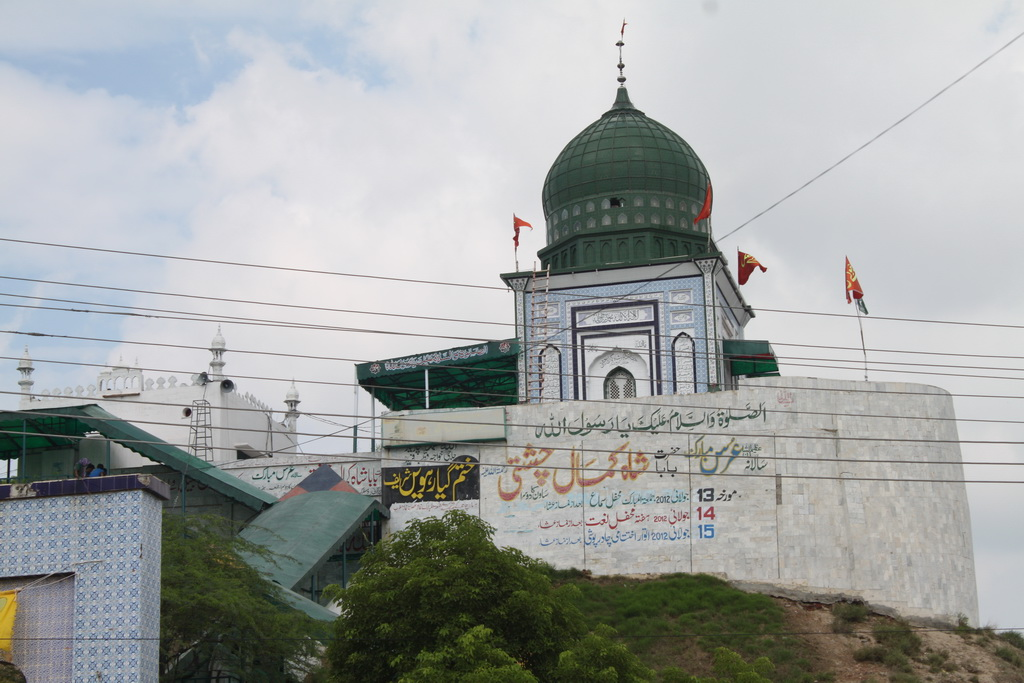
Le mausolée de Shah Kamal Chishti, à Kasur.

Le district a été créé le 1er juillet 1976 en divisant le district de Lahore, la métropole située au nord du district, deuxième ville du pays, étant désormais une cité-district. Le district est divisé en quatre tehsils (Chunian, Kasur, Kot Radha Kishan et Pattoki) et 141 Union Councils.
| Tehsil           | Population (rec. 2017) |
| ---------------- | ---------------------- |
| Chunian          | 825 684                |
| Kasur            | 1 334 653              |
| Kot Radha Kishan | 360 330                |
| Pattoki          | 934 329                |

Neuf villes dépassent les 20 000 habitants, et la plus importante est la capitale Kasur, qui regroupait à elle seule près de 10 % de la population totale du district en 2017. Ces neuf villes regroupent quant-à elles l'ensemble de la population urbaine, selon le recensement de 2017.

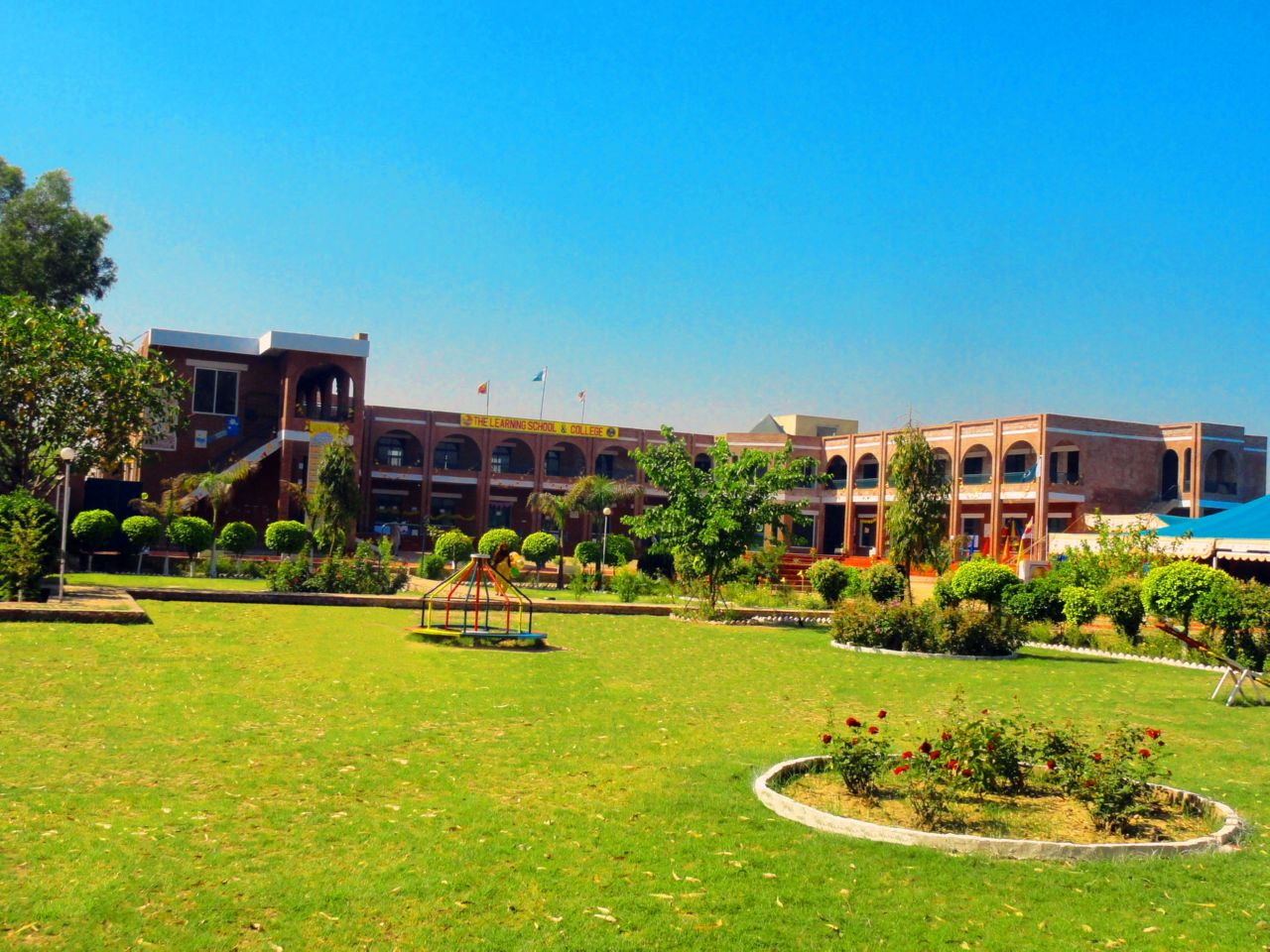
Faculté à Kot Radha Kishan.

| Ville            | Population (rec. 2017) |
| ---------------- | ---------------------- |
| Kasur            | 358 409                |
| Phool Nagar      | 92 729                 |
| Pattoki          | 87 737                 |
| Chunian          | 72 678                 |
| Allahabad        | 61 933                 |
| Mustafabad       | 60 654                 |
| Kot Radha Kishan | 58 833                 |
| Khudian          | 38 802                 |
| Raja Jang        | 30 876                 |
| Kanganpur        | 28 184                 |

## Politique
De 2002 à 2018, le district est représenté par les dix circonscriptions no 175 à 184 à l'Assemblée provinciale du Pendjab. Lors des élections législatives de 2008, elles sont remportées par quatre candidats de la Ligue musulmane du Pakistan (N), quatre du Parti du peuple pakistanais et deux de la Ligue musulmane du Pakistan (Q), et durant les élections législatives de 2013 elles ont été remportées par huit candidats de la Ligue musulmane du Pakistan (N) et deux de la Ligue musulmane du Pakistan (Q). À l'Assemblée nationale, il est représenté par les cinq circonscriptions no 138 à 142. Lors des élections de 2008, elles ont été remportées par trois candidats de la Ligue (N), un de la Ligue (Q) et un indépendant, et durant les élections de 2013 elles sont toutes remportées par des candidats de la Ligue musulmane du Pakistan (N).
Avec le redécoupage électoral de 2018, Kasur est représenté par les quatre circonscriptions no 137 à 140 à l'Assemblée nationale et par les neuf circonscriptions no 174 à 182 à l'Assemblée provinciale. Lors des élections de 2018, elles sont remportées par neuf candidats de la Ligue (N) et quatre du Mouvement du Pakistan pour la justice.
| Parti                                        | Voix (national) | %       | Élus nationaux | Élus provinciaux |
| -------------------------------------------- | --------------- | ------- | -------------- | ---------------- |
| Ligue musulmane du Pakistan (N)              | 477 672         | 44,04 % | 3              | 6                |
| Mouvement du Pakistan pour la justice        | 360 606         | 33,25 % | 1              | 3                |
| Parti du peuple pakistanais                  | 67 045          | 6,18 %  | 0              | 0                |
| Tehreek-e-Labbaik Pakistan                   | 63 561          | 5,86 %  | 0              | 0                |
| Autres partis                                | 26 114          | 2,41 %  | 0              | 0                |
| Indépendants                                 | 89 588          | 8,26 %  | 0              | 0                |
| Total exprimés (participation : 60,44 %)     | 1 084 586       | 100 %   | 4              | 9                |
| Source : Commission électorale du Pakistan,. |                 |         |                |                  |